# Eimeldingen
Eimeldingen là một thị xã trong huyện Lörrach, bang Baden-Württemberg, thuộc nước Đức. Đô thị Eimeldingen có diện tích 3,55 km².